# ATP Challenger Dallas-2
Das ATP Challenger Dallas (offizieller Name: Dallas Tennis Classic) war ein Tennisturnier in Dallas, das von 2012 bis 2013 zweimal ausgetragen wurde. Es war Teil der ATP Challenger Tour und wurde im Freien auf Hartplatz ausgetragen. 2014 wechselte das Turnier von Dallas in das 20 km entfernte Irving und wird dort ab 2014 als Irving Tennis Classic ausgetragen. Jürgen Melzer ist mit je einem Sieg in Einzel und Doppel Rekordgewinner des Turniers.

## Liste der Sieger

### Einzel
| Jahr | Sieger         | Finalgegner   | Ergebnis      |
| ---- | -------------- | ------------- | ------------- |
| 2013 | Jürgen Melzer  | Denis Kudla   | 6:4, 2:6, 6:1 |
| 2012 | Frank Dancevic | Igor Andrejew | 7:64, 6:3     |

### Doppel
| Jahr | Sieger                           | Finalgegner                    | Ergebnis |
| ---- | -------------------------------- | ------------------------------ | -------- |
| 2013 | Jürgen Melzer Philipp Petzschner | Eric Butorac Dominic Inglot    | 6:3, 6:1 |
| 2012 | Santiago González Scott Lipsky   | Bobby Reynolds Michael Russell | 6:4, 6:3 |